# Барамыков, Ибрагим Изетуллович
Ибрагим Изетуллович Барамыков (1909—1978), советский кинооператор. Народный артист Таджикской ССР (1969). Лауреат Сталинской премии третьей степени (1952). Член ВКП(б) с 1942 года.

## Биография
И. И. Барамыков родился 21 июля (3 августа) 1909 года в Бахчисарае. Крымский татарин. В 1934 году окончил операторский факультет ВГИКа, с 1935 года работает на киностудии «Таджикфильм». Снимал хроникально-документальные и художественные фильмы, участвовал в съёмках сюжетов для киножурнала «Советский Таджикистан». Творчество оператора отличается точностью композиции построения, выразительностью и лаконичностью.
И. И. Барамыков умер 16 сентября 1978 года.

## Фильмография
- 1937 — Солнечный Таджикистан; Пограничники
- 1939 — Сад
- 1940 — Воля народа; Высокая долина
- 1941 — Джигиты Таджикистана
- 1942 — Сын Таджикистана
- 1943 — Март-апрель
- 1946 — Таджикистан
- 1947 — Долина реки Вакш
- 1950 — Земля молодости
- 1951 — Советский Таджикистан
- 1952 — Субтропики Средней Азии
- 1954 — Квадраты хлопковых полей
- 1955 — Праздник таджикского народа
- 1958 — Огонёк в горах
- 1959 — Насреддин в Ходженте, или Очарованный принц
- 1960 — Операция «Кобра»
- 1962 — Одержимые
- 1963 — Шахсенем и Гариб
- 1965 — Сорок лет Советскому Таджикистану
- 1966 — Двенадцать могил Насреддина
- 1968 — Белый рояль

## Награды и премии
- орден «Знак Почёта» (24 апреля 1957)[2]
- народный артист Таджикской ССР (1969)
- Сталинская премия третьей степени (1952) — за цветной фильм «Советский Таджикистан» (1951)
- Бронзовая медаль на Мкф. в Венеции — за фильм «Таджикистан» (1946)